# Century Child
Century Child [ˈsɛntʃəɹi ˈtʃaɪld] ist das vierte Album der finnischen Metal-Band Nightwish. Es erschien am 24. Juni 2002 und war das erste Nightwish-Album, bei dem Marco Hietala als Bassist sowie als gesanglicher Gegenpart zu Sängerin Tarja Turunen mitwirkte. Century Child wird von vielen Leuten als Konzeptalbum angesehen, was es laut Keyboarder Tuomas Holopainen in gewisser Weise auch ist.

## Tracklisting
1. Bless the Child (6:12)
2. End of All Hope (3:55)
3. Dead to the World (4:19)
4. Ever Dream (4:43)
5. Slaying the Dreamer (4:31)
6. Forever Yours (3:50)
7. Ocean Soul (4:14)
8. Feel for You (3:55)
9. The Phantom of the Opera (4:10) (Cover-Version des gleichnamigen Stückes von Andrew Lloyd Webber)
10. Beauty of the Beast (10:21)
  1. Long Lost Love
  2. One More Night to Live
  3. Christabel
11. The Wayfarer* (3:22)

*Nur auf der japanischen Version enthalten.

## Singles

### Ever Dream
Ever Dream, die erste Single aus Century Child, erreichte in Finnland Platz 1 der Charts und Platin.

#### Tracklisting
1. Ever Dream
2. The Phantom of the Opera
3. The Wayfarer

### Bless the Child
Bless the Child erschien am 26. August 2002 in Deutschland. Ergänzend zur normalen Single erschien eine DVD-Plus, die zusätzlich die Videos zu Bless The Child und Over The Hills And Far Away sowie ein 30-minütiges Interview mit Tuomas Holopainen und Tarja Turunen enthält.

#### Tracklisting
1. Bless the Child (Single Edit)
2. The Wayfarer
3. Come Cover Me
4. Dead Boys Poem
5. Once upon a troubadour
6. A Return to the Sea
7. Sleepwalker
8. Nightquest

## Andere Versionen

### Finnland
Der nur in Finnland erhältlichen limitierten Edition von Century Child liegt eine Bonus-CD mit dem Videoclip zu Over The Hills And Far Away sowie ein Textcode, mit dem man sich drei Lieder (Nightwish, The Forever Moments und Etiäinen) des ersten Nightwish-Demos herunterladen kann, bei.

### Japan
Die japanische Version enthält als zusätzlichen elften Track The Wayfarer.

## Rezeption

### Chartplatzierungen
| ChartsChartplatzierungen | Höchstplatzierung | Wochen |
| ------------------------ | ----------------- | ------ |
| Deutschland (GfK)        | 5 (14 Wo.)        | 14     |
| Finnland (IFPI)          | 1 (21 Wo.)        | 21     |
| Österreich (Ö3)          | 15 (10 Wo.)       | 10     |
| Schweiz (IFPI)           | 50 (7 Wo.)        | 7      |

| ChartsJahrescharts (2002) | Platzierung |
| ------------------------- | ----------- |
| Deutschland (GfK)         | 97          |

### Auszeichnungen für Musikverkäufe
| Land/Region        | Auszeichnungen für Musikverkäufe (Land/Region, Auszeichnung, Verkäufe) | Verkäufe |
| ------------------ | ---------------------------------------------------------------------- | -------- |
| Deutschland (BVMI) | Gold                                                                   | 150.000  |
| Finnland (IFPI)    | 2× Platin                                                              | 86.072   |
| Insgesamt          | 1× Gold · 2× Platin ·                                                  | 236.072  |